# Ralf Örn
Ralf Örn är en finsk musiker och producent, som flyttade från Sverige på 70-talet, som var med om att skapa Helsingfors new wave-kultur. Han fungerade både som låtskrivare, musiker, klubbägare och producent. 

## Karriär
I slutet av 70-talet samarbetade Örn med bland annat Maukka Perusjätkä och skrev texten till de flesta av hans hitlåtar. Han samarbetade också med Andy McCoy, Michael Monroe och Nasty Suicide (som sedermera skulle grunda Hanoi Rocks) i gruppen Ralf Örn Pop. Gruppen gav aldrig ut några skivor, men var med om att etablera punkscenen i Helsingfors. Örn skrev Hanoi Rocks-låten Kill City Kills tillsammans med McCoy. På filosofen och poeten Esa Saarinens skiva Rakkaus kan man höra Saarinen tala till Örns musik.

## Övriga engagemang
Mellan 1986 och 1991 ägde örn skivbolaget One Inch Records, som bland annat upptäckte gruppen Ne Luumäet. One Inch Records gav ut skivor av bl.a. Melrose, Clifters, Aki&Turo och Frederik.
På 70-talet var Örn med och organiserade underground-rockklubben Freak Out och drev 1978-1979 den legendariska, men kortlivade klubben Kill City i arbetarstadsdelen Berghäll i Helsingfors.